# Verbandsgemeinde Kirner Land

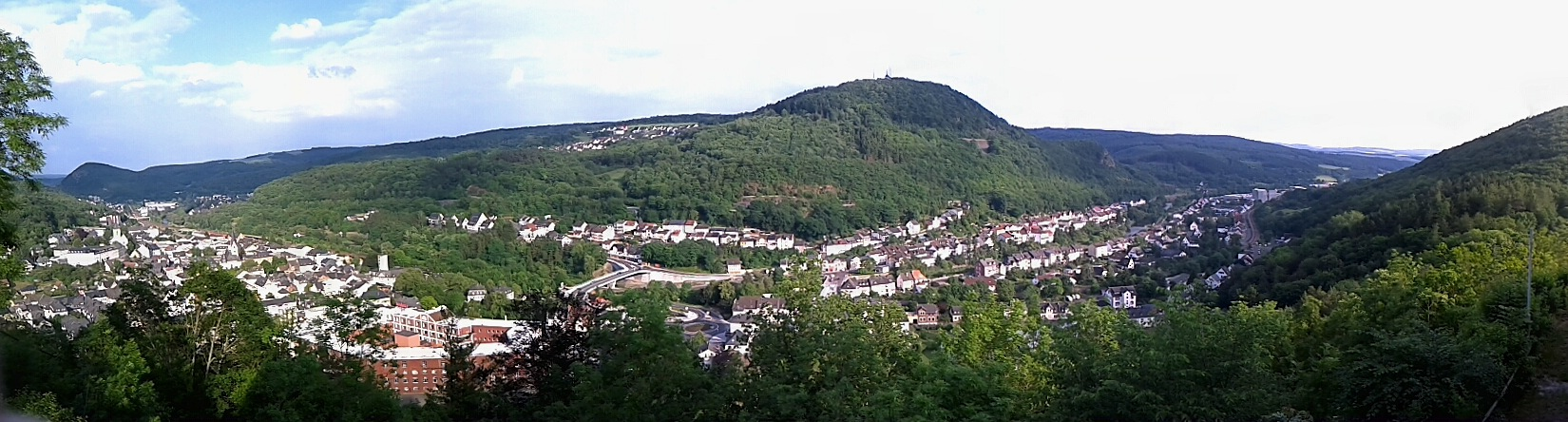
Kirn von der Kyrburg aus gesehen

Die Verbandsgemeinde Kirner Land entstand am 1. Januar 2020 aus der verbandsfreien Stadt Kirn an der Nahe und der Verbandsgemeinde Kirn-Land. Das Gebiet liegt im Landkreis Bad Kreuznach in Rheinland-Pfalz.

## Verbandsangehörige Gemeinden
| Ortsgemeinde, Stadt          | Fläche (km²) | Einwohner |
| ---------------------------- | ------------ | --------- |
| Bärenbach                    | 5,59         | 490       |
| Becherbach bei Kirn          | 8,41         | 409       |
| Brauweiler                   | 3,15         | 63        |
| Bruschied                    | 2,67         | 334       |
| Hahnenbach                   | 2,79         | 533       |
| Heimweiler                   | 9,07         | 410       |
| Heinzenberg                  | 1,96         | 29        |
| Hennweiler                   | 14,11        | 1.190     |
| Hochstetten-Dhaun            | 12,62        | 1.664     |
| Horbach                      | 1,92         | 41        |
| Kellenbach                   | 8,34         | 256       |
| Kirn, Stadt                  | 16,53        | 8.551     |
| Königsau                     | 2,02         | 64        |
| Limbach                      | 9,18         | 286       |
| Meckenbach                   | 6,96         | 348       |
| Oberhausen bei Kirn          | 4,58         | 908       |
| Otzweiler                    | 3,11         | 196       |
| Schneppenbach                | 3,30         | 239       |
| Schwarzerden                 | 6,98         | 240       |
| Simmertal                    | 8,08         | 1.887     |
| Weitersborn                  | 3,12         | 196       |
| Verbandsgemeinde Kirner Land | 134,44       | 18.334    |

(Einwohner am 31. Dezember 2024)

## Einwohnerentwicklung
| Verbandsgemeinde Kirner Land: Einwohnerzahlen von 2012 bis 2024                                                                    | Verbandsgemeinde Kirner Land: Einwohnerzahlen von 2012 bis 2024 | Verbandsgemeinde Kirner Land: Einwohnerzahlen von 2012 bis 2024 | Verbandsgemeinde Kirner Land: Einwohnerzahlen von 2012 bis 2024 | Verbandsgemeinde Kirner Land: Einwohnerzahlen von 2012 bis 2024 |
| --- | --------------------------------------------------------------- | --------------------------------------------------------------- | --------------------------------------------------------------- | --------------------------------------------------------------- |
| Jahr |                                                                 |                                                                 |                                                                 | Einwohner                                                       |
| 2012 | 2012                                                            |                                                                 | 18.068                                                          | 18.068                                                          |
| 2015 | 2015                                                            |                                                                 | 17.883                                                          | 17.883                                                          |
| 2020 | 2020                                                            |                                                                 | 17.873                                                          | 17.873                                                          |
| 2024 | 2024                                                            |                                                                 | 18.334                                                          | 18.334                                                          |
| Quelle(n): statistik.rlp.de Anmerkung(en): Die Entwicklung der Einwohnerzahl, bezogen auf das heutige Gebiet der Verbandsgemeinde. |                                                                 |                                                                 |                                                                 |                                                                 |

## Politik
Der Verbandsgemeinderat und der Bürgermeister der neuen Verbandsgemeinde wurden erstmals am 20. Oktober 2019 gewählt. Die Wahlzeiten für Verbandsgemeinderat und Bürgermeister der neuen Verbandsgemeinde begannen am 1. Januar 2020.

### Verbandsgemeinderat
Der Verbandsgemeinderat Kirner Land besteht aus 32 ehrenamtlichen Ratsmitgliedern, die bei der Kommunalwahl am 9. Juni 2024 in einer personalisierten Verhältniswahl gewählt wurden, und dem hauptamtlichen Bürgermeister als Vorsitzendem.
Die Sitzverteilung im Verbandsgemeinderat:
| Wahljahr | SPD | CDU | Grüne | AfD | FDP | FWG a | Gesamt   |
| -------- | --- | --- | ----- | --- | --- | ----- | -------- |
| 2024     | 9   | 7   | –     | 6   | 3   | 7     | 32 Sitze |
| 2019     | 12  | 6   | 2     | –   | 4   | 8     | 32 Sitze |

### Bürgermeister
Zum ersten Bürgermeister wurde der parteilose Thomas Jung mit 4.047 Stimmen (57,9 %) gewählt.

### Wappen
Das neue Wappen der Verbandsgemeinde Kirner Land nimmt Bezug auf die ehemalige Zugehörigkeit zu den alten Territorien der Ortsgemeinden: zur vorderen Grafschaft Sponheim (Blau-Gold geschacht), der Freiherren von Warsberg (silberner Löwe in Schwarz) und der Wild- und Rheingrafenschaft (roter Löwe in Gold). Der Schildbord bezeichnet die 21 Gemeinden der Verbandsgemeinde Kirner Land.